# Йекта Узуноглу
Йекта Узуноглу (на кюрдски: Yekta Geylanî; р. 10 май 1953 г. в Силван, вилает Диарбекир, Турция) е кюрдски писател, преводач, лекар, боец за правата на човека и предприемач от кюрдско-арменски произход..
Освен професионалните си занимания през целия си живот се ангажира като кюрдски активист. Обръща внимание например върху потискането на кюрдското малцинство в Турция, Иран и Ирак. Превежда части от Библията и произведения на Карел Чапек от чешки на кюрдски, както и кюрдска поезия и проза на чешки и немски. 
През 1970 г. заминава за Париж, за да изучава френски език в Institut de Touraine. След военния преврат в Турция през март 1971 г. получава стипендия за обучение в ЧССР. Успешно научава чешки език и през 1979 г. завършва Факултета по обща медицина на Карловия университет в Прага.
През 1978 г. става съосновател на кюрдския Полумесец, аналог на Червения кръст в ислямските страни.
През 1979 г. визата му не е продължена и е екстерниран от ЧССР. През декември 1979 г. е приет заедно с немския юрист проф. Мьонхен от представители на Международния Червен кръст в Женева като председател на делегацията на Кюрдския полумесец.
С подкрепа от Асоциация Франция – Кюрдистан получава стипендия за престижния Институт „Пастьор“ в Париж. Вместо това обаче през март 1980 г. заминава като хуманитарен работник на организацията „Лекари без граница“ за иранския, а след това през октомври 1980 г. и за иракския Кюрдистан. През ноември същата година, поради дейността, която развива, турските власти му конфискуват паспорта. През 1981 г. получава статут на бежанец във Федерална република Германия, където сътрудничи на международната хуманитарна организация Amnesty International. Две години по-късно става един от основателите на Institut Kurde de Paris, както и на кюрдския институт в столицата на Западна Германия Бон, чийто директор е до 1988 г.
През 1986 г. Турция окончателно му отнема гражданството, но от 1996 г. има германско гражданство. Постоянно пребивава в Чехия.
Удостоен е с наградата František Kriegel през 2006 г.